# Zimfin
Zimfin eller Föreningen för försvar av sovjetmedborgares egendomsintressen i Finland skulle under åren 1925-1927 ta vara på de ryska fastighetsägarnas intressen i Finland.
Zimfin grundades den 24 november 1925 i Leningrad. Föreningens verksamhet avsåg de sommarhus och andra fastigheter som sovjetiska medborgare ägde i Finland. Därtill skulle man hjälpa medlemmarna att hävda sin arvsrätt till finska fastigheter. Föreningen förmedlade information till sina medlemmar och kunskap om personer som kunde företräda sovjetmedborgarna inför de finska myndigheterna. Föreningen fick omedelbart godkännande av de sovjetiska myndigheterna. Samtliga föreningsmedlemmar hade anspråk på egendom i Finland. Deras ekonomiska ställning kunde dock vara mycket blygsam varför föreningen skulle bidra med att täcka de fattigare medlemmarnas kostnader.
Av föreningens drygt 400 medlemmar bodde de flesta i Leningrad med omgivningar. De flesta medlemmar ville sälja sin fastighet i Finland eller få sin arvsrätt bekräftad. En mindre del ville bara fortsätta sitt ägande. Eftersom de flesta egendomar fanns på Karelska näset inrättade föreningen en avdelning i Viborg. De finska myndigheterna var inte särskilt hjälpsamma vilket framgår av att man 1924 bestämde att oskötta fastigheter kunde tas i beslag efter ett varsel på fem år. Däremot hade föreningen hela tiden ett starkt stöd från de sovjetiska myndigheterna. Mot ägarnas intressen  förklarade Rådsrepubliken 1918 att alla arv som översteg tiotusen rubel skulle tillfalla staten. Finland vägrade därför att behandla sovjetmedborgares arvsfrågor och de sovjetiska myndigheterna beslöt att ersätta arvsanspråken i Finland med hjälp av finsk egendom i Rådsrepubliken.
Föreningens ekonomiska ställning var från början svår och kostnaderna för understödet till medlemmarna gjorde situationen värre. I januari 1927 meddelade Finland att inga framsteg i arvsförhandlingarna skulle förväntas. De auktioner på fastigheter som hölls under året blev också besvikelser och i september 1927 upphörde föreningens verksamhet. Under föreningens verksamhetstid lyckades man sälja 108 personers fastigheter i Finland men de oavslutade uppdragen var 222. Eftersom det före revolutionen sades finnas tiotusen ryskägda fritidshus i Finland var inte föreningens insats särskilt stor. År 1929 avslutade de två staterna alla förhandlingar i ärendet.